# Ixora umbellata
Ixora umbellata är en måreväxtart som beskrevs av Theodoric Valeton och Sijfert Hendrik Koorders. Ixora umbellata ingår i släktet Ixora och familjen måreväxter.

## Underarter
Arten delas in i följande underarter:
- I. u. multibracteata
- I. u. umbellata